# Wiktor Jankowski (laryngolog)
Wiktor Jankowski (ur. 1905, zm. 1988) – polski lekarz laryngolog, prof. dr hab.

## Życiorys
Urodził się w 1905 r. Ukończył  w 1930 Wydział Lekarski Uniwersytetu Jana Kazimierza we Lwowie. W latach 1930–1946 pracował kolejno jako asystent, starszy asystent i docent Kliniki Otolaryngologicznej Uniwersytetu Jana Kazimierza we Lwowie. Habilitowany w 1939 r. W latach 1946–1954 docent i profesor tytularny Kliniki Otolaryngologicznej Wydziału Lekarskiego Uniwersytetu Wrocławskiego (od 1950 r. Akademii Medycznej we Wrocławiu), mianowany profesorem nadzwyczajnym w 1954, zwyczajnym w 1963, a w latach 1954–1975 kierownik tej kliniki. W latach 1954–1957 prorektor ds. nauki Akademii Medycznej we Wrocławiu. W 1984 r. otrzymał tytuł doktora honoris causa Akademii Medycznej we Wrocławiu. Odznaczony Krzyżem Kawalerskim Orderu Odrodzenia Polski, Medalem X-lecia PRL.
Autor pionierskich prac z zakresu antropologii twarzoczaszki.
Zmarł w 1988 r. i został pochowany na cmentarzu św. Wawrzyńca.